# Olliergues
Olliergues är en kommun i departementet Puy-de-Dôme i regionen Auvergne-Rhône-Alpes i centrala Frankrike. Kommunen ligger i kantonen Olliergues som tillhör arrondissementet Ambert. År 2022 hade Olliergues 736 invånare.

## Befolkningsutveckling
Antalet invånare i kommunen Olliergues
| Referens: INSEE |